# 山口喜久一郎 (アナウンサー)
山口 喜久一郎（やまぐち きくいちろう、1975年5月6日 - ）は、テレビ西日本（TNC）のアナウンサーで、元西日本放送（RNC）のアナウンサー。香川県小豆郡土庄町出身。

## 来歴・人物
香川県小豆島で三人兄弟の末っ子として育つ。
香川県立土庄高等学校を経て早稲田大学人間科学部を卒業。中学、高校、大学時代は野球部で主将。早稲田大学準硬式野球部時代は、東京六大学リーグで遊撃手としてベストナインに2度選ばれ、多くの甲子園出場経験者で構成される東京六大学選抜やオール関東大学選抜の遊撃手としてグアム、台湾遠征（国際親善試合）を経験した。
なお、早稲田大学準硬式野球部出身のアナウンサーには、テレビ朝日・三上大樹アナや九州朝日放送・長岡大雅アナなどがいる。
1998年、香川県を本拠（放送エリアは岡山県も含む）とする西日本放送にアナウンサーとして入社。
2012年、職制変更で様々な仕事ができる経験者を探していたテレビ西日本の中途採用試験に合格。同年3月9日を以ってRNCを退社し、TNCに移籍。移籍後は、情報番組のMCなどを務めている。
同年7月10日にフジテレビ系列で全国放送された『カスペ!・FNSアナウンサー歌謡大賞予選オーディション』に出場。その中でRNC時代に担当していた『24時間テレビ 「愛は地球を救う」』のテーマソング『サライ』を歌唱、会場中ブーイングとなった。
移籍してからは、1歳上の大谷真宏と親交が深く、大谷からは「喜久ちゃん」と呼ばれている。

## 現在の担当番組
- JリーグYBCルヴァンカップ中継（アビスパ福岡ホームゲーム）（フジテレビNEXT）
- FNN Live News days、Live News イット!（いずれも土曜・日曜担当）
- TNCニュース（主に平日昼、深夜を担当）

## 過去の担当番組

### テレビ西日本移籍後（2012年4月 - ）
- TNCスーパーニュース メインキャスター（2013年4月 - 2015年3月27日）
  - 2012年度はスポーツコーナー担当（坂梨公俊との交替）
- 視聴者参加型情報ライブ タマリバ（2012年度）→タマリバ（2013年4月1日 - 2013年9月27日）

2012年度はMC、2013年度はMCとタマリバニュース兼務。
- ももち浜ストア（朝版MC：2015年3月30日 - 2016年9月30日・夕方版：2015年3月30日 - 2018年3月30日） - 担当開始から2016年9月30日までは朝夕MCを兼任。2016年10月3日より、夕方版のみになる。2017年10月2日からは内包している『FNNみんなのニュース 福岡』キャスター兼任。
- ももち浜S特報ライブ MC（2018年4月2日 - 2022年4月1日） - ももち浜ストア 夕方版から引き続き担当。内包している『614ニュース』キャスター兼任。
- Live選挙サンデー福岡・山口開票特番 - MC[3]
  - 第25回参議院選挙（2019年7月21日）
  - 第49回衆議院選挙（2021年10月31日）
- Jリーグ中継（スカパー!放送の実況）
- 報道ワイド 記者のチカラ（ナレーション）

### 西日本放送時代（1998年4月 - 2012年3月）
- RNCワイドニュースプラス1
- RNC Newsリアルタイム
- とことん!土曜〜び!!（初代司会）
- ズームイン!!朝!（山崎達也が出演できないときの代理）
- 君の出番だ!（ラジオ、番組末期の担当）
- 情報てんこもりラジオでDON
- さきどり!Navi（さきどり列島ライブ香川・岡山地区担当リポーター）※RNCは未ネット。CS・BS通じて視聴可能だった。
- ズームイン!!サタデー（香川・岡山の中継キャスター、亀谷哲也と交互出演）
- RNC news every.（メインキャスター）
- 郡市対抗源平駅伝（総合実況）
- 大王製紙エリエールレディスオープン（2008年～2011年）- 総合実況
- 情報てんこもりラジオでDON（ラジオニュース）
- 24時間テレビ 「愛は地球を救う」（香川県チャリティー会場の中継キャスター）

※また国政選挙の開票特番のローカルパートでもメインキャスターを務めた。

## 受賞
- ズームイン!!SUPERキャスター賞